# Beija-flor-de-fronte-violeta
O beija-flor-de-fronte-violeta, também conhecido por beija-flor-de-testa-roxa, beija-flor-glauco, beija-flor-verde, beija-flor-tesoura-de-cabeça-violeta, picaflor-corona-azul ou tesoura-de-fronte-violeta (Thalurania glaucopis; nomeado, em inglês, violet-capped woodnymph), é uma espécie de ave da família Trochilidae. Foi classificado por Johann Friedrich Gmelin em 1788, com a denominação de Trochilus glaucopis, e descrito na obra Systema Naturae (1, pt.; pág. 497). Seu nome científico significa "pássaro cinza azulado, filho do azul celeste".

## Descrição
Este beija-flor apresenta dimorfismo sexual. O macho é um pouco maior, entre 10 a 11 centímetros, possuindo as penas iridescentes de sua fronte azul-arroxeadas e restante do corpo de coloração predominante esverdeada e com retrizes azuis-escuras e alongadas. A plumagem embaixo da cauda, que forma o crisso, é branca e seu bico é negro.
A fêmea é menor (9 centímetros) e não apresenta a fronte azul-arroxeada, sendo verde-iridescente dorsalmente e com as partes inferiores brancas sujas, retrizes laterais com pontas brancas, fronte e lado inferior às vezes lavados de uma cor similar à da canela.

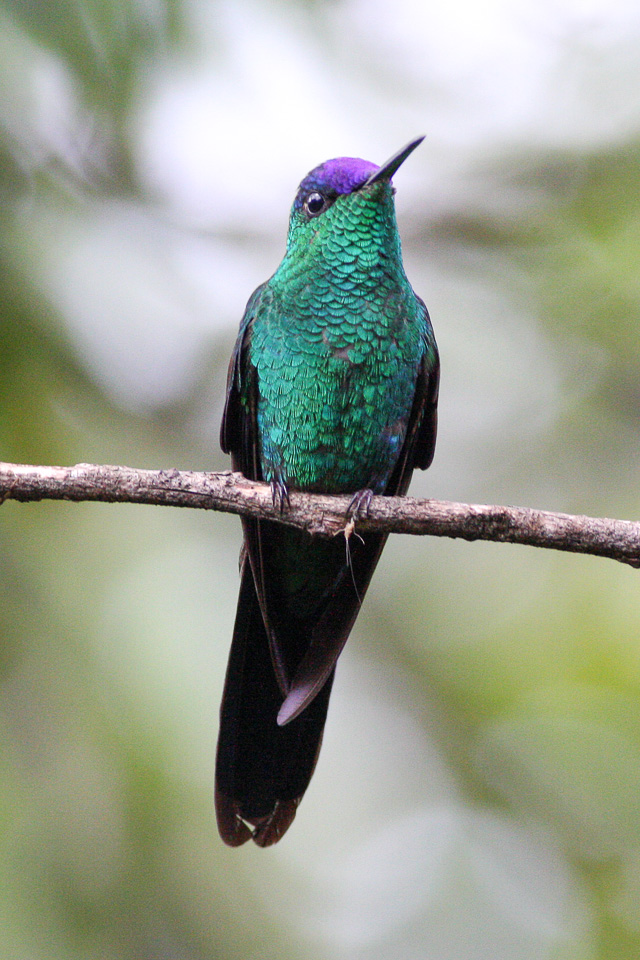
Fotografia do macho de Thalurania glaucopis na província de Misiones, Argentina.

## Nidificação e comportamento nupcial
Fêmeas constroem seus ninhos, que lembram a parte superior de cálices e são feitos de materiais macios, como paina de Malvaceae, Bromeliaceae, Poaceae etc., ou de Typha, e revestidos principalmente com líquens, teias de aranha ou material vegetal de Cyatheaceae; colocados em forquilhas de árvores e arbustos. Antes, durante as cerimônias pré-cópula, o macho executa ao redor da fêmea, pousada, voos semicirculares enquanto exibe o vértice e peito.

## Habitat, distribuição e alimentação
Thalurania glaucopis é encontrado em habitat de florestas tropicais pluviais de sub-bosques, bordas de Mata Atlântica e capoeiras, incluindo jardins em ambientes antrópicos, menos numeroso em regiões com maior estiagem e menos vegetação, mais distantes do litoral, até altitudes de 850 metros. A sua distribuição geográfica vai do sul da região nordeste do Brasil, na Bahia e em Sergipe, passando pelos estados brasileiros da região Sudeste (incluindo Minas Gerais, indo para o Mato Grosso do Sul, na região Centro-Oeste, onde é incomum) e região Sul, até o Paraguai, Uruguai e norte da Argentina. Sua alimentação é constituída, além do néctar das flores, por pequenos artrópodes, caçando insetos e pequenas aranhas, capturados em seu voo. É uma ave territorialista e defende seu espaço e o seu alimento de outras espécies, como o besourinho-de-bico-vermelho.

## Conservação
De acordo com a União Internacional para a Conservação da Natureza (IUCN), esta é uma espécie pouco preocupante, avaliada como de menor importância em seu perigo de extinção (ou em seu estado de conservação), pois tem uma ampla distribuição geográfica que a torna menos suscetível ao impacto humano (extensão da ocorrência com 20.000 quilômetros quadrados).